# Abdelaziz Ahanfouf
Abdelaziz „Aziz“ Ahanfouf  (Zentralatlas-Tamazight ⵄⴰⴱⴷⵍⵄⴰⵣⵉⵣ ⴰⵃⴰⵏⴼⵓⴼ Ɛabdlɛaziz Aḥanfuf; * 14. Januar 1978 in Flörsheim am Main) ist ein ehemaliger deutsch-marokkanischer Fußballspieler.

## Karriere
Seine ersten fußballerischen Schritte hatte er bei Eintracht Rüsselsheim gemacht, bevor er über die Stationen VfB Ginsheim, Offenbacher Kickers und VfB Stuttgart bei der SpVgg Unterhaching mit 19 Jahren erstmals in einer Profimannschaft eingesetzt wurde. Er etablierte sich schnell als Stammspieler und regelmäßiger Torschütze beim damaligen Zweitligisten. 1999 stieg er mit der SpVgg in die 1. Bundesliga auf, wechselte danach aber zu Hansa Rostock. Über Dynamo Dresden und 1. FSV Mainz 05 kam er zum MSV Duisburg, mit dem er seine erfolgreichste Zeit erlebte. Nach zwei Jahren als Stammspieler mit jeweils zweistelliger Trefferzahl stieg er 2005 mit dem MSV in die 1. Bundesliga auf, in der er seine Leistung behaupten konnte. Trotzdem reichte es in diesem Jahr nicht für den Klassenerhalt der Duisburger.
Ahanfouf blieb daraufhin in der 1. Liga und wechselte zu Arminia Bielefeld. Dort hatte er allerdings Pech in seiner ersten Saison, als er nach einem Wadenbeinbruch die meiste Zeit ausfiel und nur sechs Spiele absolvieren konnte. Sein Vertrag bei der Arminia lief bis 2009. Im Januar 2008 wechselte er zum SV Wehen Wiesbaden und erhielt dort einen Vertrag bis 2011. Dieser wurde jedoch zum Ende des Jahres 2008 aufgelöst; Ahanfouf wurde am 19. Januar 2009 mit sofortiger Wirkung gekündigt. Nach einem Rechtsstreit erhielt er im Rahmen eines Vergleichs für die Vertragskündigung 200.000 Euro Abfindung. Am 1. Februar 2011 erhielt Ahanfouf einen Vertrag bis zum Saisonende beim damaligen Regionalligisten SV Darmstadt 98, kam jedoch meist nur als Einwechselspieler zu Kurzeinsätzen. Am 16. April 2011 erzielte er den Siegtreffer zum 3:2 im Spiel des SV Darmstadt 98 gegen den KSV Hessen Kassel. Dieses Spiel bedeutete die Wende im Aufstiegskampf der Regionalliga Süd, an deren Ende der SV Darmstadt 98 in die Dritte Liga aufstieg.
Seit August 2013 ist Ahanfouf Spielertrainer in der Kreisoberliga Dieburg-Odenwald beim SV Germania Babenhausen.

## Nationalmannschaft
Ahanfouf lief 2004 und 2005 in sechs A-Länderspielen für die marokkanische Nationalmannschaft auf.

## Privates
Am 17. Dezember 2007 zog sich Ahanfouf bei einem Verkehrsunfall auf der A 33 nach einer Kollision mit einem LKW lebensgefährliche Gesichts- und Kopfverletzungen zu und musste vom Notarzt reanimiert werden, bevor er in ein örtliches Krankenhaus eingeliefert wurde.

## Erfolge
- Aufstieg in die 1. Bundesliga 1999 mit der SpVgg Unterhaching
- Aufstieg in die 1. Bundesliga 2005 mit dem MSV Duisburg
- Aufstieg in die 3. Liga 2011 mit dem SV Darmstadt 98